# 紀元前180年代
紀元前180年代（きげんぜんひゃくはちじゅうねんだい）は、西暦による紀元前189年から紀元前180年までの10年間を指す十年紀。

## 誕生

### 紀元前188年
- 景帝:前漢の第6代皇帝（紀元前141年没）

### 紀元前186年
- スキピオ・アエミリアヌス:ローマ帝国の軍人、政治家（紀元前129年没）
- パナイティオス:ギリシアの哲学者（紀元前110年没）

### 紀元前183年
- プブリウス・コルネリウス・スキピオ・ナシカ・セラピオ:ローマ帝国の執政官（紀元前132年没）

### 紀元前182年
- プトレマイオス7世:プトレマイオス朝の王（紀元前139年没）

### 紀元前180年
- アテーナイのアポロドーロス:古代ギリシアの文法学者（紀元前139年没）
- ウィリアトゥス:ルシタニア人の族長（紀元前139年没）

## 死去

### 紀元前189年
- 張良:前漢の政治家

### 紀元前188年
- 恵帝:前漢の第2代皇帝

### 紀元前187年
- アンティオコス1世:セレウコス朝の王（紀元前241年生）

### 紀元前186年
- 利蒼:馬王堆の埋葬者（紀元前217年生）

### 紀元前185年
- ブリハドラタ:マウリヤ朝最後の皇帝

### 紀元前184年
- プラウトゥス:ローマの喜劇作家（紀元前254年生）
- 少帝:前漢の第3代皇帝

### 紀元前183年
- スキピオ・アフリカヌス:ローマの政治家、軍人（紀元前236年生）
- フィロポイメン:ローマの政治家、軍人（紀元前253年生）
- ハンニバル:カルタゴの政治家、軍人（紀元前247年生）

### 紀元前182年
- プルシアス1世:ビチュニアの王（紀元前228年生）

### 紀元前181年
- プトレマイオス5世:プトレマイオス朝の王

### 紀元前180年
- ルキウス・ヴァレリウス・フラックス:ローマ帝国の政治家、執政官
- ビザンティウムのアリストパネス:ギリシアの文法学者、批評家（紀元前257年生）
- 呂雉:劉邦の皇后
- 少帝弘:前漢の第4代皇帝